# Heideklauwtjesmos
Heideklauwtjesmos (Hypnum jutlandicum) is een soort mos van het geslacht klauwtjesmos (Hypnum).
Het is een algemene soort van het Noord-Atlantisch gebied, die vooral op droge heide voorkomt.

## Etymologie en naamgeving
- Synoniem: Hypnum cupressiforme var. ericetorum Bruch, Schimper & W. Gümbel

- Duits: Heide-Schlafmoos
- Engels: Heath Plait-moss
- Frans: Hypne des Bruyères

De botanische naam Hypnum is afkomstig van de Oudgriekse mythologische figuur Hypnos, de personificatie van de slaap, omwille van het eertijdse gebruik van het mos als kussen- en matrasvulling. De soortaanduiding jutlandicum komt uit het Latijn en betekent 'afkomstig van Jutland' (Denemarken).

## Determinatie
Heideklauwtjesmos is een slaapmos dat bleekgroene matten (en soms ook losse zoden) vormt met een bleekgroende kleur. Het heeft een liggende of halfopgerichte stengel, tot 10 cm lang, regelmatig geveerd en duidelijk afgeplat bebladerd. De stengelblaadjes zijn bleekgroen, tot 2,2 mm lang, ovaal tot lancetvormig, recht tot sikkelvormig gebogen. De blaadjes krommen niet onder de stengel door.
Heideklauwtjesmos wordt in Europa zelden en in Noord-Amerika zelfs nooit kapselend aangetroffen; het operculum is kort gesnaveld.

### Gelijkende taxa
Heideklauwtjesmos, vooral jonge plantjes, zijn moeilijk te onderscheiden van het zeer variabele gesnaveld klauwtjesmos (H. cupressiforme). Het verschilt ervan door de bleekgroene kleur (gesnaveld klauwtjesmos is grasgroen en vaak rood aangelopen), en de duidelijk afgeplatte bebladerde stengels. Ook groeit heideklauwtjesmos zelden op bomen.

## Ecologie
Heideklauwtjesmos is vooral te vinden in droge heide, droge, schrale en zure graslanden en oligotrofe bossen op zandgrond. Incidenteel groeit ze ook op dood hout en op boomvoeten.

## Verspreiding
Heideklauwtjesmos is een Atlantische soort, met een verspreidingsgebied over Europa, Noord-Amerika en de Azoren. De soort is algemeen voorkomend. In Nederland vindt heideklauwtjesmos haar zwaartepunt op de hogere zandgronden.